# Chiesa dei Santi Pietro e Paolo (Fara Novarese)
La chiesa di San Pietro e San Paolo è attualmente inserita nel cimitero comunale di Fara Novarese. Si tratta di una mononave absidata in stile romanico lombardo, con campanile sporgente sulla facciata e sul lato destro dell'edificio. Le finestre attuali sono state aperte in epoca recente.

## Storia

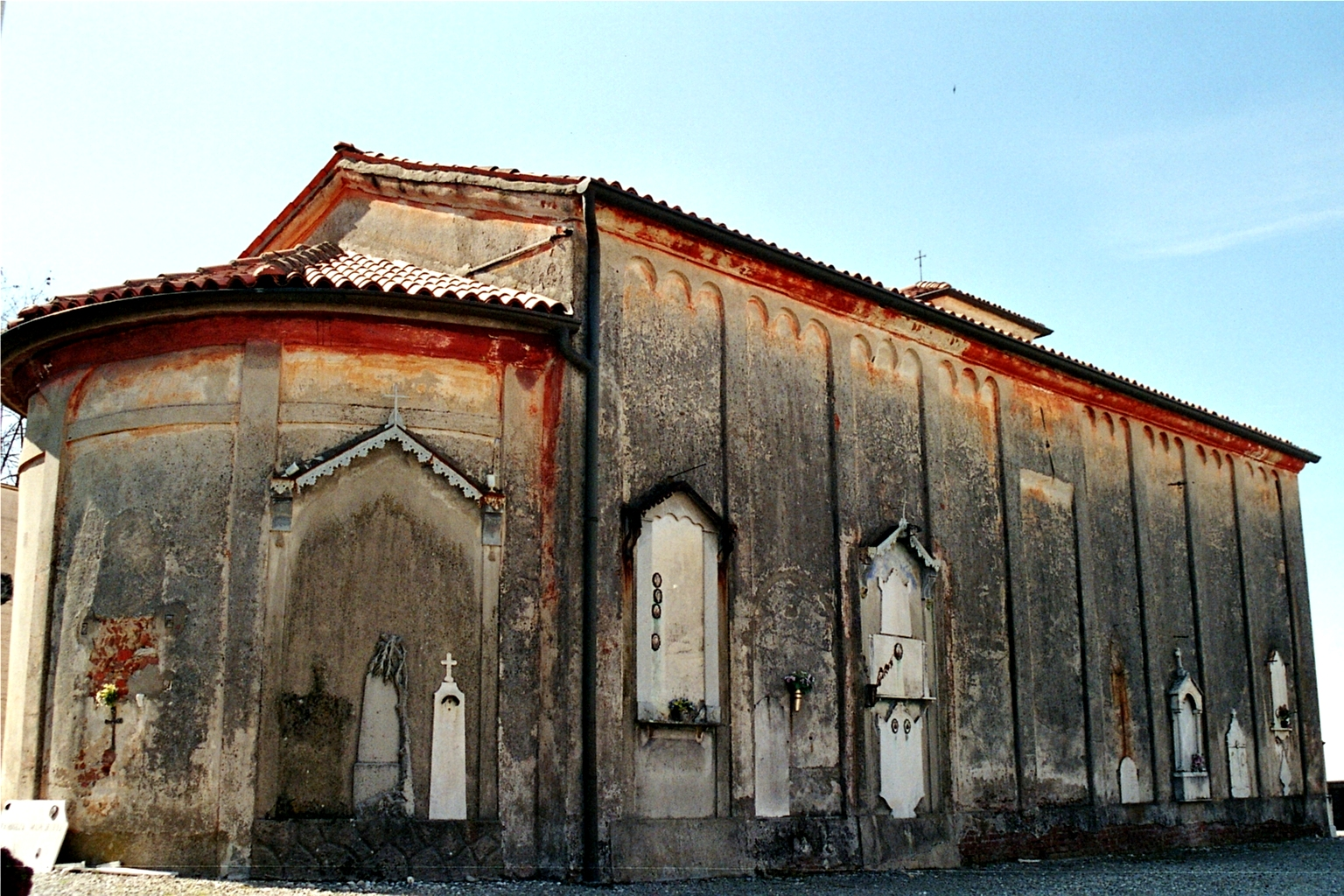
La zona absidale.

L'edificio risulta nominato per la prima volta in una pergamena del 1157 dell'Archivio Capitolare di Santa Maria, ma non è da escludere che si tratti di una fondazione più antica. L'analisi delle murature ricondurrebbe alla seconda metà dell'XI secolo.
Fino al XIV secolo era la Chiesa Parrocchiale della comunità di Fara Novarese. Il campanile conservava una campana datata 1587. Il cimitero, che si era costituito naturalmente intorno all'edificio, venne chiuso e recintato con porta tra il 1598 ed il 1617.
Nel 1638 la parte alta del campanile crollò, rompendo la campana e danneggiando la cuspide della facciata. La campana venne restaurata ma portata sul campanile dell'odierna parrocchiale. Al suo posto, nel 1871, venne ricollocata la nuova campana, tuttora esistente.

## Arte
Di particolare interesse, è un ciclo di affreschi del XV secolo attualmente visibile principalmente nell'abside: il ciclo doveva estendersi anche sulle pareti laterali e sulla controfacciata. Molti altri frammenti di affreschi ed alcune scene integrali, infatti, sono emerse al di sotto dell'intonaco moderno.
Al centro del catino absidale è rappresentato il Cristo Pantocratore in mandorla, contornato dai simboli dei quattro Evangelisti. 

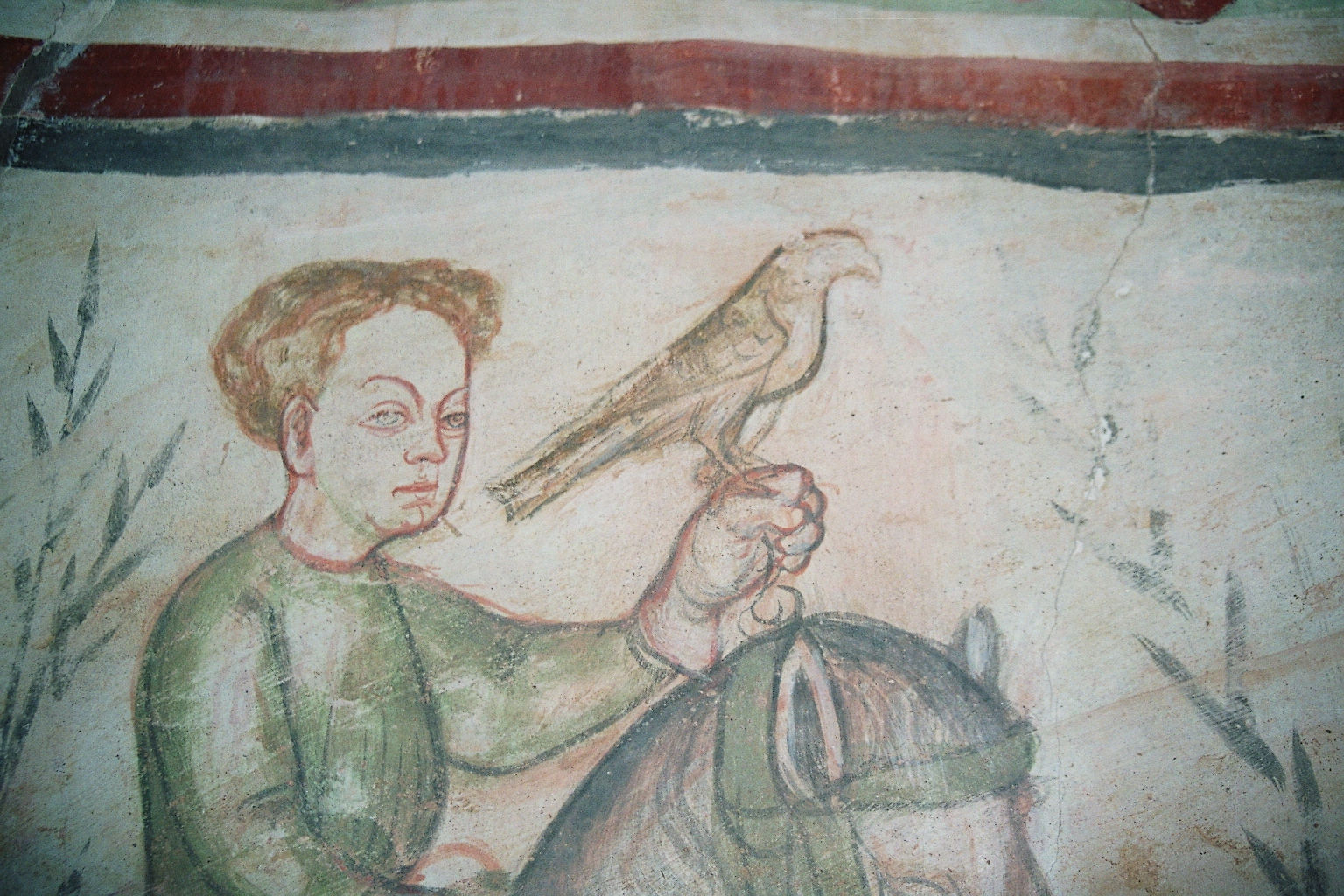
Il ciclo dei mesi: particolare del cavaliere col falcone (maggio).

Al di sotto vi è una fascia con i dodici apostoli che gira anche sulle spalle dell'abside. Nel 1975, durante i restauri, furono rimosse due figure di apostoli, ottocentesche, e messe in luce due finestrelle tamponate. I due apostoli erano probabilmente stati aggiunti in quanto non più visibili quelli rappresentati sulle spalle dell'abside, oggi nuovamente portati alla luce.
Lungo la base dell'abside vi è una seconda fascia di affreschi, di sicuro la più interessante: vi sono rappresentati dieci scene formanti un "ciclo dei mesi". I personaggi, laici, sono intenti alle attività legate alla terra o a quelle dello svago nobiliare. Il ciclo doveva girare anche sulle spalle dell'abside, così come quello degli apostoli soprastante; delle due figure mancanti sono recentemente emersi da sotto l'intonaco dei frammenti.
Da sinistra a destra vi sono rappresentati:
- (spalletta sinistra) un giovane rappresentato frontalmente, di cui e visibile una porzione di viso. Il giovane porta alla bocca due oggetti simmetrici simili a corni di bue, forse uno strumento musicale: marzo;
- (nel catino absidale, da sinistra) un giovane biondo rappresentato frontalmente in tunica rossa che regge in entrambe le mani due piante più alte di lui: aprile;
- un nobile a cavallo con tunica verde intento alla caccia col falcone: maggio;
- un giovane contadino con una corta tunica bianca e lubièt, copricapo tipico, intento alla mietitura del grano: giugno;
- un giovane contadino con la stessa tunica del precedente sta battendo il grano con un correggiato: luglio;
- un bottaio, in tunica rossa, sta fissando i cerchi di una botte con un \: agosto;
- un contadino in corta tunica pigia l'uva in un tino: settembre;
- un giovane in veste verde tira giù le castagne da un albero con una pertica: ottobre;
- un macellaio, con in testa un cappello, una tunica rossa ed un grembiule bianco, sta procedendo alla macellazione di un maiale: novembre;
- un uomo, in tunica bianca e calze rosse, tiene alzata sulla testa una mazza che sta per abbassare sul capo di un vitello, legato al collo in modo che non possa abbassare la testa: dicembre;
- una donna, seduta su di una poltrona tonda lavorata a motivi gotici, protende le mani al fuoco per scaldarle. In alto è rappresentata una maniglia orizzontale da camino sulla quale sono messi a affumicare pezzi di carne. Ad una catena è appeso, sul fuoco, un paiolo con tre piedini: gennaio;
- (spalletta destra) frammento di un giovane uomo in tunica rossa che tiene un oggetto di cui è visibile una cuspide marrone con il braccio sinistro: febbraio.

Nella controfacciata è affrescato un trittico: la Vergine col Bambino in trono, affiancata da San Francesco e da San Giovanni il Battista. Una data, oggi non più visibile, riportava l'anno 1405.
Sulla parete destra, ad angolo con il trittico, è riprodotto un San Cristoforo; di seguito, una rappresentazione della Santissima Trinità. Quest'ultima scena è leggermente successiva al ciclo principale dell'edificio, essendo datata 1508.
Più avanti, sulla stessa parete, sono venuti alla luce altri tre riquadri. Il primo riproduce il martirio di San Sebastiano. Il secondo è una Crocefissione, con la Madonna e la Maddalena ai lati del Cristo. La terza scena rappresenta una santa con lungo abito rosso di difficile identificazione. Il dipinto infatti è tranciato a metà dall'apertura della porta laterale della chiesa.
Altri due piccoli frammenti di affresco, emersi da alcuni saggi praticati nell'intonaco della parete sinistra, suggeriscono che l'edificio un tempo dovesse essere interamente decorato.
Nella chiesa era conservato un quadro della metà del XIV secolo. La tela, fortemente danneggiata, rappresentava la Vergine col Bambino con in mano il Rosario, tra San Pietro e San Paolo, titolari della chiesa. In basso era rappresentato, inginocchiato, il Reverendo Giovan Antonio Portilliotto un parroco di Fara del Quattrocento, ucciso, secondo la tradizione, dai Paqualini. La tela è stata recentemente trafugata.

## Galleria d'immagini

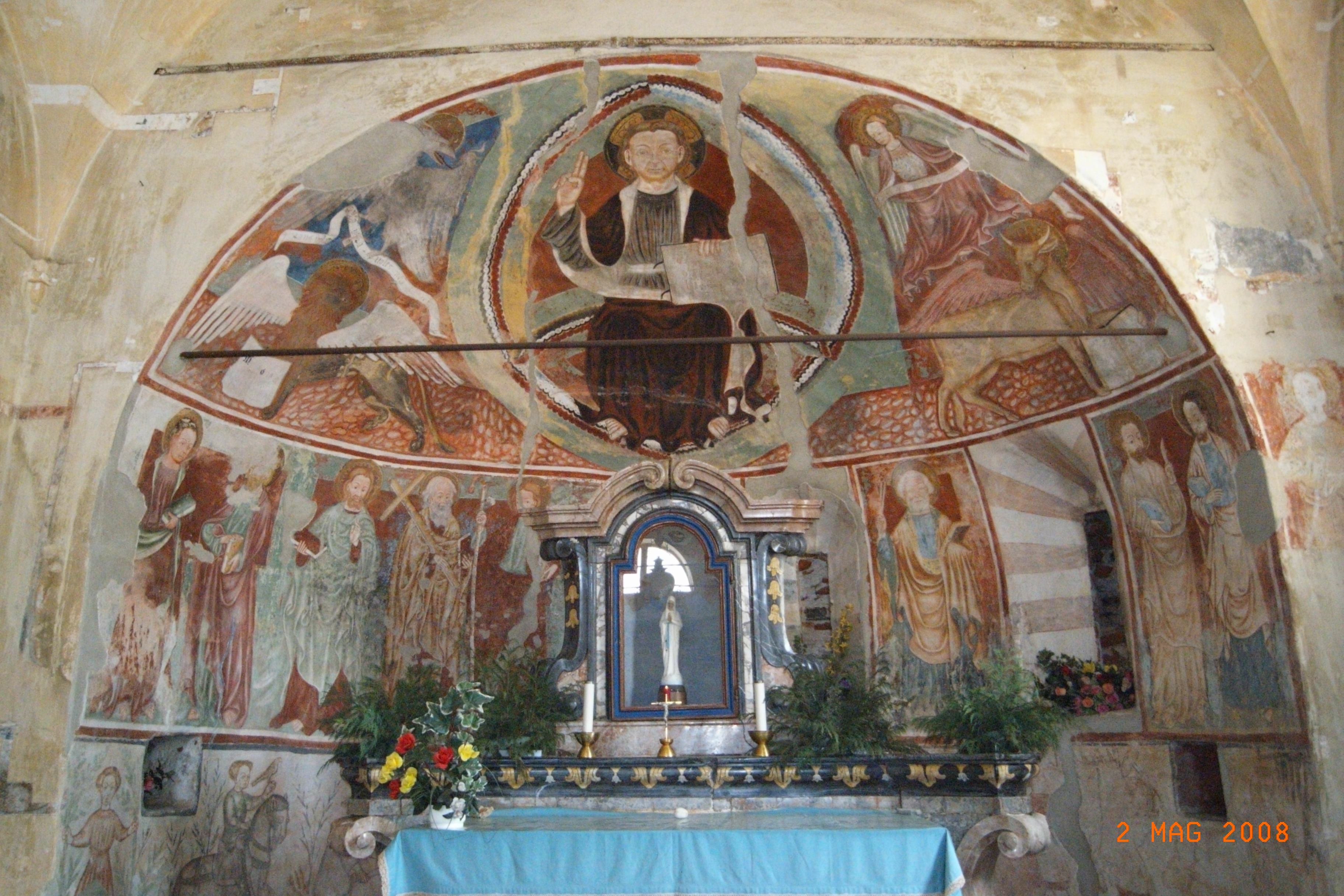
Il catino absidale con il Cristo Pantocratore ed il ciclo degli Apostoli.
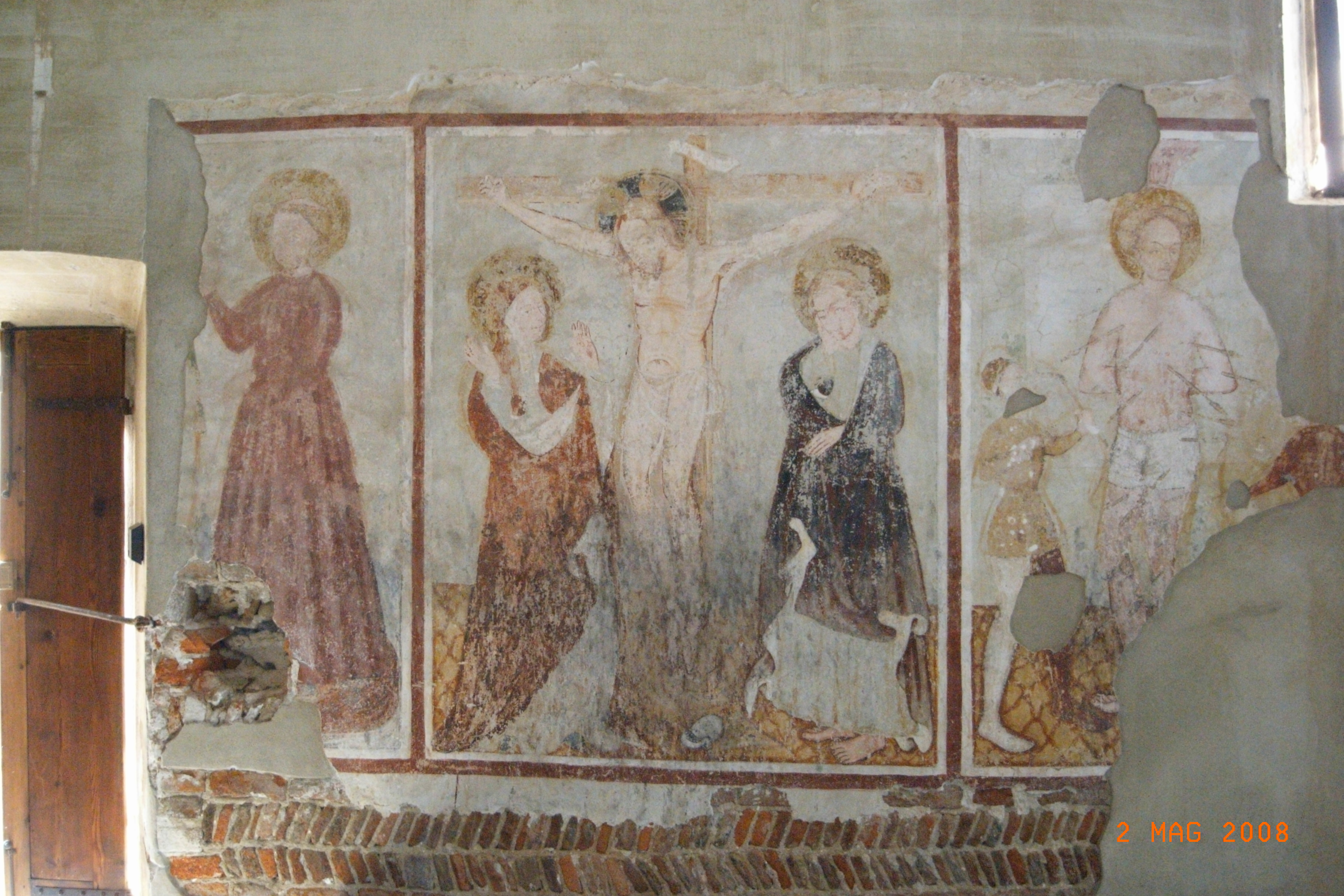
Affresco della Crocefissione e del martirio di San Sebastiano.
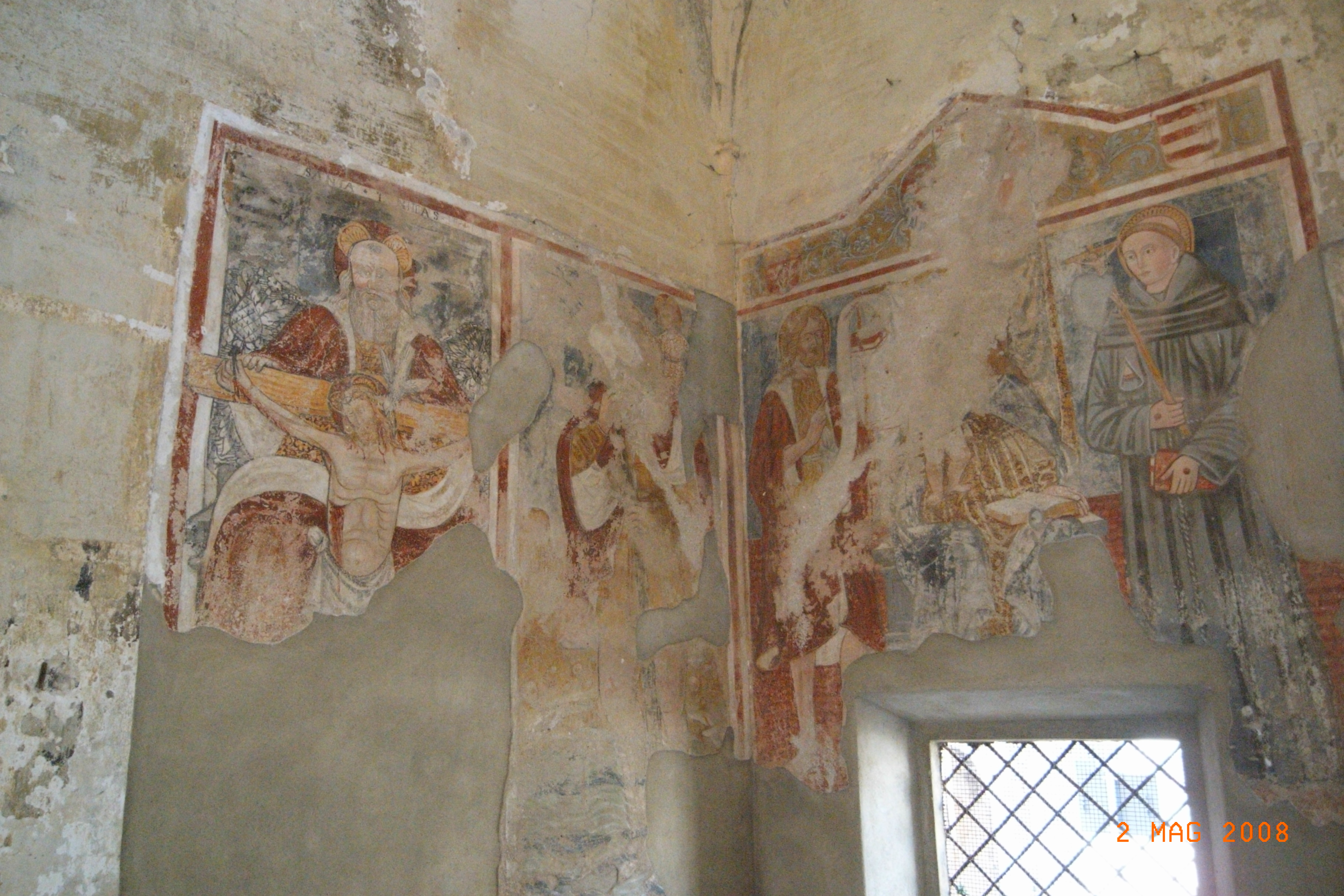
Affresco della Madonna in trono, del San Cristoforo e della Trinità.
Restituzione fotografica del Ciclo dei Mesi.